# Friskolornas riksförbund
Friskolornas riksförbund är en svensk branschorganisation för friskolor. Förbundet bildades formellt 28 januari 1995 och ansluter förskolor, grundskolor, gymnasier och kompletterande skolor i enskild regi. Förbundet har drygt 500 medlemmar över hela Sverige som drivs av föreningar, kooperativ, stiftelser och aktiebolag. Företag med flera skolor räknas som en medlem. 
Förbundet jobbar bland annat med juridisk rådgivning och arrangerar utbildningar för medlemmar. Opinionsbildning görs genom bland annat debattartiklar och insändare i tidningar och förbundet agerar även politiskt genom att vara regeringens remissinstans i förslag som rör friskoleverksamheter. Förbundet driver sedan 2021 det fristående forskningsinstitut Ifous tillsammans med Sveriges Kommuner och Regioner och Idéburna skolors riksförbund.

## Ordförande
Ordförande i Friskolornas riksförbund är Per-Arne Andersson. Förbundets kansli leds av VD Ulla Hamilton.
Tidigare ordförande har varit:
- Nils Lundgren (januari 1995 - januari 1997)
- Widar Andersson (jan 1997 - mars 2003)
- Tomas Johansson (mars 2003 - september 2005)
- Gert Assermark (sept 2005 – mars 2006)
- Kjell-Olof Feldt (mars 2006- april 2011)
- Gunvor Engström (april 2011 – april 2013)[3]
- Mikaela Valtersson (april 2013 – april 2016)[4]
- Lars Leijonborg (april 2016 - april 2021)
- Sofia Larsen (april 2021 - mars 2022)[5]
- Per-Arne Andersson (mars 2022 - nuvarande)